# CEI 62271
Les normes CEI de la série 62271 sont relatives à l'appareillage électrique à haute tension.
Un système commun de numérotation a été établi pour les normes tombant sous la responsabilité du Sous-Comité 17A (appareillages électriques à haute tension) et du Sous-Comité 17C (assemblages d'appareillages à haute tension) de la CEI qui ont en charge les normes de l'appareillage électrique à haute tension.

## Principe de numérotation
La numérotation des normes suit le principe suivant

- Les normes communes préparées par le SC 17A et le SC 17C commencent par la CEI 62271-1
- Les normes du SC 17A commencent par la CEI 62271-100
- Les normes du SC 17C commencent par la CEI 62271-200
- Les guides commencent avec le numéro CEI 62271-300.

Ce principe est applicable aux nouvelles normes et à celles qui sont révisées depuis 2000. Les anciennes normes conservent leur numérotation.

## Liste des normes

### Ancienne numérotation
- CEI 60265-1 (1998-01) Interrupteurs à haute tension - Partie 1: Interrupteurs pour tensions assignées supérieures à 1 kV et inférieures à 52 kV
- CEI 60265-2 (1988-03) Interrupteurs à haute tension. Deuxième partie: Interrupteurs à haute tension de tension assignée égale ou supérieure à 52 kV
- CEI 60470 (2000-05) Contacteurs pour courant alternatif haute tension et démarreurs de moteurs à contacteurs
- CEI/TS 60859 (1999-07) Raccordement de câbles pour appareillage sous enveloppe métallique à isolation gazeuse de tension assignée égale ou supérieure à 72,5 kV - Câbles remplis d'un fluide ou à isolation extrudée - Extrémité de câble sèche ou remplie d'un fluide
- CEI/TS 60932 (1988-01) Spécifications complémentaires pour l'appareillage sous enveloppe de 1 kV à 72,5 kV destiné à être utilisé dans des conditions climatiques sévères
- CEI/TS 61634 (1995-05) Appareillage à haute tension - Utilisation et manipulation de gaz hexafluorure de soufre (SF6) dans l'appareillage à haute tension
- CEI/TS 61639 (1996-12) Raccordements directs entre transformateurs de puissance et appareillage sous enveloppe métallique à isolation gazeuse de tension assignée égale ou supérieure à 72,5 kV
- CEI/TS 61640 (1998-07) Lignes de transport rigides haute tension à isolation gazeuse de tension assignée égale ou supérieure à 72,5 kV
- CEI 61958 (2000-11) Ensembles préfabriqués d'appareillages haute tension - Systèmes indicateurs de présence de tension
- CEI/TR 62063 (1999-08) Appareillage à haute tension - Utilisation de l'électronique et des technologies associées dans les équipements auxiliaires de l'appareillage

### Nouvelle numérotation
- CEI 62271-1 (2017-07) Ed. 2.0 Spécifications communes aux normes de l'appareillage à haute tension
- CEI 62271-3 (2015-03) Appareillage à haute tension - Partie 3: Interfaces numériques basées sur la CEI 61850
- CEI 62271-4 (2013-08) Utilisation et manipulation de l'hexafluorure de soufre (SF6) et des mélanges contenant du SF6
- CEI 62271-100 (2021-07) Ed. 2.0 Appareillage à haute tension - Partie 100: Disjoncteurs à courant alternatif à haute tension
- CEI 62271-101 (2021-07) Appareillage à haute tension - Partie 101: Essais synthétiques
- CEI 62271-102 (2018-05) Appareillage à haute tension - Partie 102: Sectionneurs et sectionneurs de terre à courant alternatif
- CEI 62271-103 (2021-05) Appareillage à haute tension - Partie 103: Interrupteurs pour tensions assignées supérieures à 1 kV et inférieures ou égales à 52 kV
- CEI 62271-104 (2020-08) Appareillage à haute tension - Partie 104: Interrupteurs de tension assignée supérieure ou égale à 52 kV
- CEI 62271-105 (2021-06) Appareillage à haute tension - Partie 105: Combinés interrupteurs-fusibles pour courant alternatif
- CEI 62271-106 (2021-06) Appareillage à haute tension - Partie 106:  Alternating current contactors, contactor-based controllers and motor-starters
- CEI 62271-107 (2005-09) Appareillage à haute tension - Partie 107: Circuits-switchers fusiblés pour courant alternatif de tension assignée supérieure à 1 kV et jusqu'à 52 kV inclus
- CEI 62271-108 (2005-10) Appareillage à haute tension - Partie 108: Disjoncteurs-sectionneurs à courant alternatif à haute tension de tensions assignées supérieures ou égales à 72,5 kV
- CEI 62271-109 (2006-08) Appareillage à haute tension - Partie 109: Interrupteurs de contournement pour condensateurs série à courant alternatif
- CEI 62271-110 (2012-09) Appareillage à haute tension - Partie 110: Manœuvre de charges inductives
- CEI 62271-200 (2003-11) Appareillage à haute tension - Partie 200: Appareillage sous enveloppe métallique pour courant alternatif de tensions assignées supérieures à 1 kV et inférieures ou égales à 52 kV
- CEI 62271-201 (2006-06) Appareillage à haute tension - Partie 201: Appareillage sous enveloppe isolante pour courant alternatif de tensions assignées supérieures à 1 kV et inférieures ou égales à 52 kV
- CEI 62271-202 (2006-06) Appareillage à haute tension - Partie 202: Postes préfabriqués haute tension/basse tension
- CEI 62271-203 (2011-09) Appareillage à haute tension - Partie 203: Appareillage sous enveloppe métallique à isolation gazeuse de tensions assignées supérieures à 52 kV
- CEI 62271-209 (2007-08) Appareillage à haute tension – Partie 209: Raccordement de câbles pour appareillage sous enveloppe métallique à isolation gazeuse de tension assignée supérieure à 52 kV
- CEI/TR 62271-300 (2006-11) Appareillage à haute tension - Partie 300: Qualification sismique des disjoncteurs à courant alternatif
- CEI/TR 62271-301 (2004-10) Appareillage à haute tension - Partie 301: Normalisation dimensionnelle des bornes
- CEI/TR 62271-306 (2012-12) High-voltage switchgear and controlgear – Part 306: Guide to IEC 62271-100, IEC 62271-1 and other IEC standards related to alternating current circuit-breakers
- CEI/TR 62271-310 (2008-03) Appareillage à haute tension - Partie 310: Essais d'endurance électrique pour disjoncteurs de tension assignée supérieure ou égale à 72,5 kV